# Sarah Harrison
Sarah Harrison (nascida em 1982 ) é a jornalista britânica, pesquisadora legal, e editora de WikiLeaks. Ela trabalha com a equipe de defesa legal de WikiLeaks. Foi Sarah Harrison quem, em 23 de junho de 2013, acompanhou Edward Snowden no voo de Hong Kong para Moscou, enquanto Edward Snowden estava sendo perseguido pelo  governo dos Estados Unidos.

## O CasoSnowden
A saída de Edward Snowden de Hong Kong envolvia grandes riscos, considerando o fato de ele haver decidido tornar publica sua identidade após revelar a posse dos documentos que começaram a ser publicados em 5 de junho de 2013, enquanto ele ainda estava em Hong Kong e sua identidade já havia sido revelada, conforme ele desejava. Os documentos foram inicialmente publicados pelo The Guardian, Der Spiegel, The Washington Post e The New York Times, O Globo, Le Monde e alguns jornais na Suécia, Canada, Itália, Holanda, Noruega, Espanha e Austrália.
Snowden pôde chegar na Rússia em segurança sob orientação de Sarah e finalmente recebeu asilo político na Rússia e pode deixar o aeroporto de Moscou, sob os cuidados de Harrison.

## O CasoWikiLeaks
Ela classificou os arquivos sobre a Guerra do Iraquea serem publicados e também foi pessoa chave nas publicações dos documentos e classificacao para  documentários de televisão futuras.Teve papel importante tambem na publicação dos telegramas diplomáticos e continua envolvida na luta legal de Julian Assange.
Ela trabalha na defesa legal de WikiLeaks liderada por Baltasar Garzón.

## O casoChelsea E. Manning
Em 29 de dezembro de 2013, 30° Congresso de Comunicação Chaos, Sarah Harrison, fez uma apresentação sobre o caso Chelsea E. Manning onde ela explicou a situação a que Manning foi submetida. Ela foi ovacionada no 30° Congresso de Comunicação Chaos por longo tempo por ser considerada como tendo salvo a vida de Edward Snowden bem como por sua participação ativa em tentar proteger os direitos básicos de Manning.

## Refúgio na Alemanha
Sarah nasceu na Inglaterra mas devido as situações de intimidação de que vem sendo vitima, semelhante aos casos de Laura Poitras, Jacob Appelbaum  e Glenn Greenwald, entre outros, decidiu refugiar-se em Berlin em Novembro de 2013.

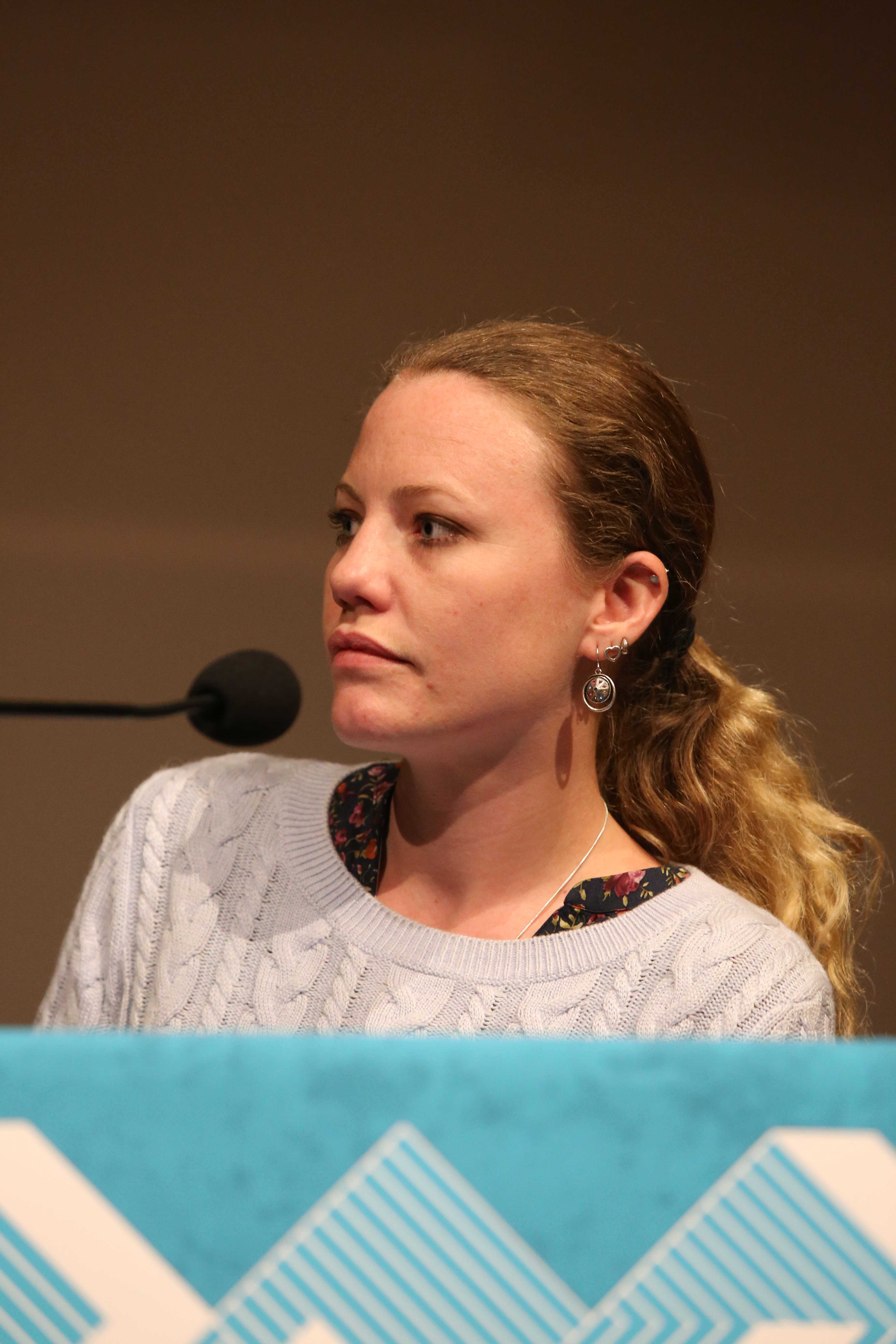
Harrison no Congresso de Comunicação Chaos, Hamburg, dezembro 2013
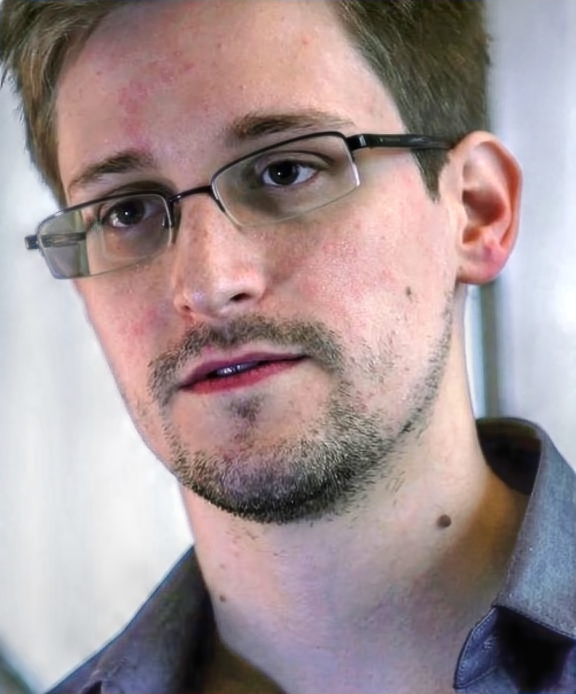
Edward Snowden

## Veja de também
- William Binney (U.S. Oficial de Inteligencia Americano)
- Laura Poitras
- Jacob Appelbaum
- Edward Snowden
- Glenn Greenwald
- Congresso de Comunicação Chaos[21]
- Wikileaks